# Unione Sportiva Sarzanese 1906 1989-1990
Questa voce raccoglie le informazioni riguardanti l'Unione Sportiva Sarzanese 1906 nelle competizioni ufficiali della stagione 1989-1990.

## Rosa
| N. |                   | Ruolo | Calciatore           |  |
| -- | ----------------- | ----- | -------------------- |  |
|    | Italia (bandiera) | A     | Marco Cacciatori     |  |
|    | Italia (bandiera) | D     | Pierangelo Carletti  |  |
|    | Italia (bandiera) | C     | Roberto Cavalletti   |  |
|    | Italia (bandiera) | C     | Paolo Cucurnia       |  |
|    | Italia (bandiera) | D     | Marino D'Aloisio     |  |
|    | Italia (bandiera) | C     | Riccardo Del Francia |  |
|    | Italia (bandiera) | C     | Davide Del Nero      |  |
|    | Italia (bandiera) | P     | Luca Gaspani         |  |
|    | Italia (bandiera) | D     | Fabio Gozzani        |  |
|    | Italia (bandiera) | D     | Fabrizio Gozzi       |  |

| N. |                   | Ruolo | Calciatore            |
| -- | ----------------- | ----- | --------------------- |
|    | Italia (bandiera) | D     | Leonardo Lombardi     |
|    | Italia (bandiera) |       | Lombardo              |
|    | Italia (bandiera) | C     | Maurizio Macchioni    |
|    | Italia (bandiera) | C     | Alessandro Madocci    |
|    | Italia (bandiera) | C     | Lido Malasoma         |
|    | Italia (bandiera) | P     | Andrea Mazzantini     |
|    | Italia (bandiera) | A     | Massimiliano Nardi    |
|    | Italia (bandiera) | C     | Alfio Romiti          |
|    | Italia (bandiera) | C     | Alessandro Scarabelli |